# 郭滴人
郭滴人（1907年—1936年11月18日），原名尚宾，福建龙岩市人。中国共产党早期人物。

## 生平
郭滴人童年在家乡读小学，后到厦门集美学校读书。1924年回家乡担任小学教师。1926年春，赴毛泽东主持的广州农民运动讲习所学习，改名滴人，立志“要点点滴滴为人民”。1926年6月，加入中国共产党。1926年9月，从广州农讲所结业，任国民党中央农民部特派员，随北伐军到闽西开展农民运动。1927年1月，任中共龙岩支部组织委员；7月，兼任国民党龙岩县党部执行委员。他以特派员身份在龙岩创办农民运动宣传员养成所，培养农民运动骨干，建立农民协会和工会，同时积极发展进步青年入党。1927年1月，成立了中共龙岩支部，任组织委员。国共合作失败后，受到国民党的通缉，开始转入农村进行组织发动工作，建立秘密农会。同年11月，任中共龙岩县委组织部部长。
1928年春，与县负责人罗怀盛、邓子恢一起发动领导后田农民暴动。不久任中共龙岩县委书记，被选为中共闽西特委委员。1929年，毛泽东、朱德率领红四军到达闽西后，他领导地方武装1千多人于5、6月间配合红四军三克龙岩县城。9月，在龙岩县第一次苏维埃代表大会上，被选为县苏维埃政府主席。1930年5月，出席在上海召开的全国苏维埃区域代表筹备会。7月，在中共闽西第二次代表大会上当选为闽西特委书记，成为闽西革命根据地的创建人之一。
期间曾经执行过李立三的冒险主义，但随着坑口事变不断酝酿，很快向中央汇报并纠正了错误。1931年7月，郭滴人任福建省苏维埃政府保卫局局长，11月任国家政治保卫局福建分局局长。1932年3月，在福建省第一次苏维埃代表大会上当选为省执行委员会委员兼文化部长。不久被选为中共福建省委常委。4月，红军东路军再次攻克龙岩后，他又被派回主持龙岩县的党政工作，着手恢复地方政权和群众组织。同年10月回省委，先后任中共福建省委组织部长、宣传部长和地方工作部长。
1933年春任福建军区独立第八师政治委员；5月，任红十九军五十七师政治委员。后调任福建军区政治部宣传部部长。1934年，入中共中央党校学习。同年10月参加中央红军长征。1935年10月，到达陕北。同年任中共陕北省委宣传部部长。1936年，任中共中央组织部干部科科长。同年11月18日，病逝于保安（今志丹）。

## 纪念
郭滴人纪念馆，位于福建省龙岩市，在新罗区龙门镇湖洋村开明小学内。1987年开馆。占地250平方米，由原来的登龙书院旧址改建而成，1989年被福建省列为爱国主义教育基地。
郭滴人墓，位于福建省龙岩市。在城西虎岭山上的闽西革命烈士陵园东侧内。系1956年从陕西省保安县移葬于此。1984年因建闽西革命历史博物馆，再迁陵园西侧。1999年重建，墓为长方形台基，正中为三层台式骨灰坛。